# Kapelle zu den 14 Nothelfern (Apfeltrach)

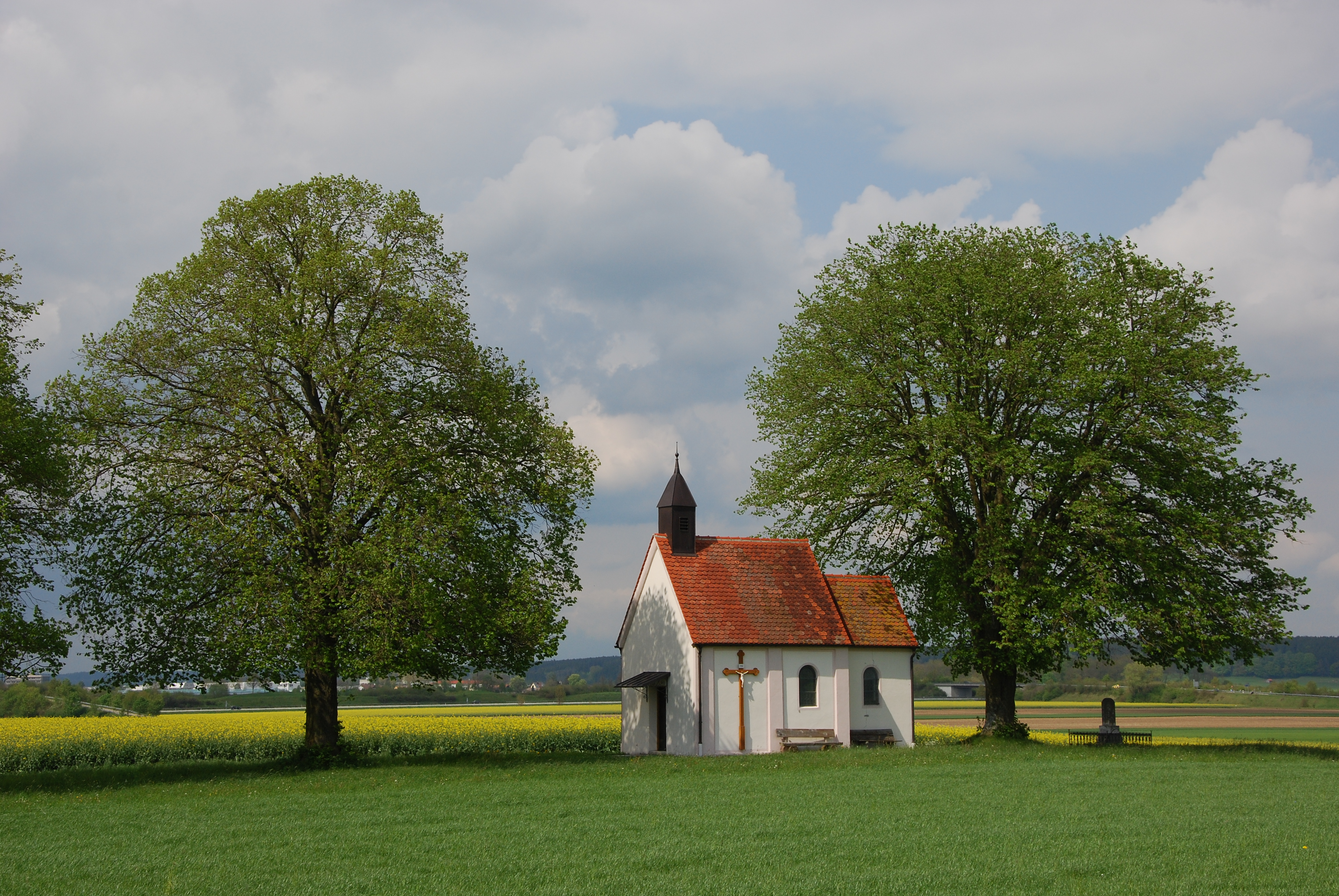
Kapelle zu den 14 Nothelfern in Apfeltrach

Die Kapelle zu den 14 Nothelfern ist eine römisch-katholische Kapelle im oberschwäbischen Apfeltrach. Sie steht etwa einen halben Kilometer östlich des Ortes an der Südseite der Straße nach Mindelau.

## Geschichte
Die Kapelle wurde von 1628 bis 1634 auf einem Pestfriedhof erbaut. Nach der Inschrift einer Votivtafel handelt es sich um einen Bau des Jahres 1660, der 1718 erneuert, vergrößert und verziert wurde. Laut einer Akte im Ordinariat-Archiv Augsburg wurde die Kapelle 1718 erhöht und ein hölzerner „Vorschupfen“ neu gebaut. Bei dem Vorschupfen dürfte es sich um das Langhaus handeln. Dieses wurde erst um 1830 massiv ausgebaut.

## Baubeschreibung
Der rechteckige, eingezogene Chor besitzt ein Kreuzgratgewölbe und seitliche Rundbogenfenster. Der Chorbogen ist ebenfalls rund. Das flachgedeckte Langhaus besitzt im Ostteil der Längswände je ein Rundbogenfenster. Im Westen befindet sich eine Rechtecktür. Die Fassade wird an den Langhaus-Längswänden in zwei Achsen durch Lisenen, die unter der Traufe durch schmale Putzbänder verbunden sind, gegliedert. Am First über dem Westgiebel befindet sich ein blechverkleideter hölzerner Dachreiter mit Zeltdach.

## Ausstattung
Der Altar in spätklassizistischen Formen aus rot und blaugrau marmoriertem Holz aus der Zeit um 1830 besitzt einen blockförmigen Stipes. In der Mitte des Aufbaus mit zwei Pilastern befindet sich ein rundbogig geschlossenes Altarbild in Öl auf Holz. Es wurde um 1718 gemalt und zeigt die 14 Nothelfer. Unten rechts ist es mit „I. Frey... 1183....“ signiert. Neben den Pilastern und im Bogen über dem Gemälde befinden sich je fünf kleine ovale Kreuzwegbilder. Insgesamt 15 Kreuzwegstationen am Altar sind um 1830 entstanden. Zwei kleine rundbogige Ölbilder auf Leinwand aus dem 18. oder 19. Jahrhundert auf der Mensa zeigen die Heiligen Ignatius und Franz Xaver in einem ädikulaförmigen Schnitzrahmen.
In der Kapelle hängt Brustbild der Mater Dolorosa aus dem 18. Jahrhundert. Außen am Chorschluss befindet sich ein Kruzifix mit einem kleinen Corpus, das in der ersten Hälfte des 19. Jahrhunderts entstanden ist. Ein längsrechteckiges Votivbild auf Holz mit abgerundeten oberen Ecken zeigt die Muttergottes als Halbfigur, deren Mantel zwei Engel halten und trägt die Inschrift „Dises ist das Original Bild der vorigen Capellen, von der Aichelischen Freindschafft erbauet 1660 / gen Herren Michael Newmayr Camerer Und Pfarrer / in Kirchdorff erneuret, ergrössert und außgeziehret. Cuisu Anima Vivat Deo Creatori Suo“.

## Feldkreuz
Östlich der Kapelle befindet sich ein laut Inschrift 1906 an der Stelle des Pestfriedhofs errichtetes Feldkreuz.